# Культурная революция в Китае

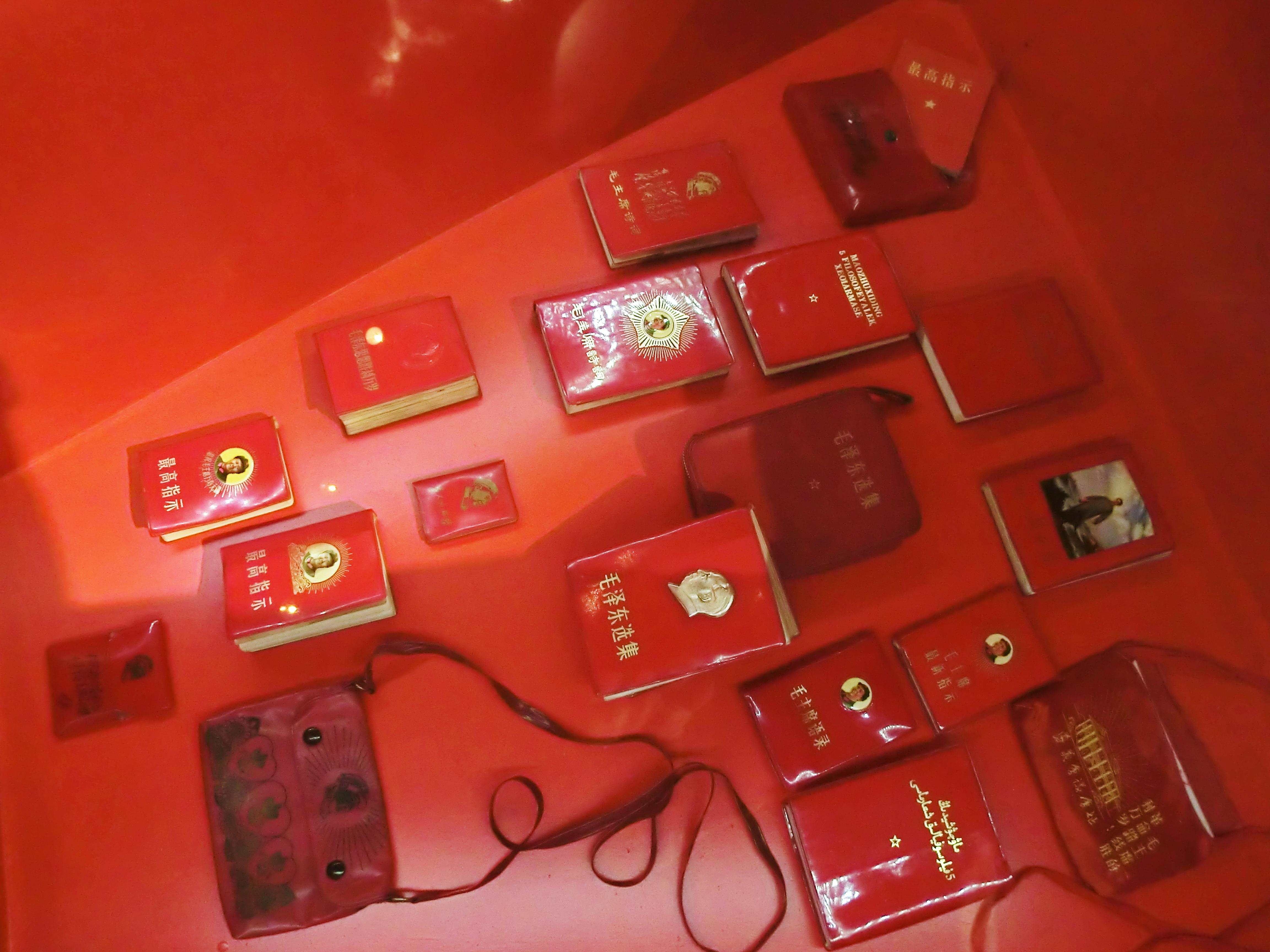
«Изречения председателя Мао» — символ культурной революции и культа личности Мао

«Вели́кая пролета́рская культу́рная револю́ция» (кит. трад. 無產階級文化大革命, упр. 无产阶级文化大革命, пиньинь Wúchǎn Jiējí Wénhuà Dà Gémìng, палл. Учань цзэцзи вэньхуа да гэмин, сокращённо кит. 文化大革命, пиньинь Wénhuà Dàgémìng, палл. Вэньхуа да гэмин, или кит. 文革, пиньинь Wéngé, палл. Вэньгэ) — серия идейно-политических кампаний 1966—1976 годах в Китае, развёрнутых и руководившихся лично Председателем Мао Цзэдуном либо проводившихся от его имени, в рамках которых под предлогами противодействия возможной «реставрации капитализма» в КНР и «борьбы с внутренним и внешним ревизионизмом» выполнялись цели по дискредитации и уничтожению политической оппозиции для обеспечения власти Мао Цзэдуна и перехода власти к Цзян Цин.
Основная причина «культурной революции» заключалась в расколе, который наметился в КПК после завершения кампании Большого скачка. Лю Шаоци, избранный в 1959 году на пост Председателя, а также другие лидеры партии стали сомневаться в правильности курса, который диктовал стране Мао. На новом посту Лю стал постепенно проводить экономическую и социальную политику, которая была направлена на поддержку мелких предпринимателей. В конце 1965 года, когда Мао был подкошен болезнью, он вместе с Чжоу Эньлаем и Дэн Сяопином провёл секретное заседание, детальное содержание которого неизвестно историкам, однако известно, что Мао расценил действия Лю Шаоци как попытку ревизионизма и посягательство на своё место в партии. Оправившись от болезни, он приступил к решительным действиям по борьбе с оппозицией в партии, результатом чего и стала «культурная революция». Одним из основных факторов культурной революции также называют отход от дружбы с Советским Союзом, вложившим огромные ресурсы в развитие Китая, и репрессии по отношению к несогласным с таким курсом — прежде всего массе руководителей и ветеранов компартии среднего и низшего звена, объявленных ревизионистами и уклонистами.
«Культурная революция» привела не только к широкомасштабным репрессиям против партийной оппозиции, но и к попытке ликвидации религии и духовенства, гонениям на интеллигенцию, разгрому КПК, общественных организаций (КСМК, профсоюзов, пионерской организации и т. д.), нанесла колоссальный урон культуре и образованию, отразилась на внешней политике.

## Этимология
Термин «культурная революция» появился в России в «Манифесте анархизма» братьев Гординых в мае 1917 года; в советский политический язык введён В. И. Лениным в 1923 году в работе «О кооперации»:

Нам наши противники не раз говорили, что мы предпринимаем безрассудное дело насаждения социализма в недостаточно культурной стране. Но они ошиблись в том, что мы начали не с того конца, как полагалось по теории (всяких педантов), и что у нас политический и социальный переворот оказался предшественником тому культурному перевороту, той культурной революции, перед лицом которой мы всё-таки теперь стоим. Для нас достаточно теперь этой культурной революции для того, чтобы оказаться вполне социалистической страной, но для нас эта культурная революция представляет неимоверные трудности и чисто культурного свойства (ибо мы безграмотны), и свойства материального (ибо для того, чтобы быть культурными, нужно известное развитие материальных средств производства, нужна известная материальная база).
— О кооперации

## Причины «культурной революции»

### Международный фон
В конце 1950-х годов произошёл дипломатический конфликт между КНР и СССР. Пик конфликта пришёлся на 1969 год. Окончанием конфликта считается конец 1980-х. Конфликт сопровождался расколом международного коммунистического движения. Разоблачения сталинизма на XX съезде КПСС, хрущёвский курс на постепенную либерализацию в экономике при политике мирного сосуществования было сочтено Мао Цзэдуном противоречащим коммунистической идеологии, это также создавало угрозу его влиянию в КПК.
Со стороны СССР знаком недовольства маоистской политикой стал внезапный отзыв всего корпуса советских специалистов, работавших в КНР по программе международного сотрудничества.
Кульминацией конфликта стали пограничные столкновения вокруг острова Даманский на реке Уссури и пограничный конфликт у озера Жаланашколь в районе Джунгарских ворот.
В октябре 1964 года в КНР были успешно проведены испытания ядерного оружия.

### Борьба за единоличное лидерство в партии

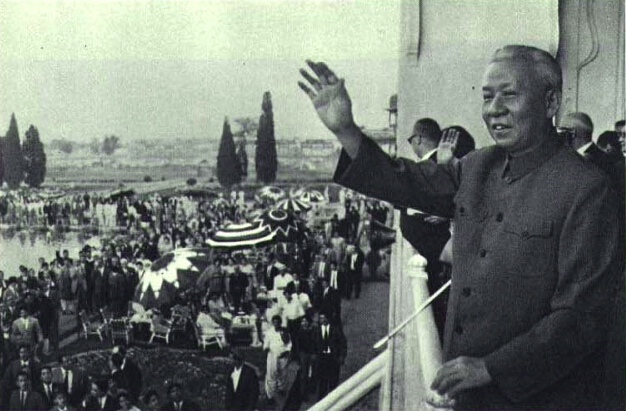
Лю Шаоци

Большинство исследователей «Культурной революции» сходится на том, что одной из основных причин развернувшейся в Китае «культурной революции» была борьба за лидерство в партии.
После провала «большого скачка» позиции Мао в стране сильно пошатнулись. Поэтому в ходе «культурной революции» Мао Цзэдун ставил перед собой две главные задачи, и обе сводились к укреплению его лидерства на политической арене КНР: уничтожить оппозицию, у которой начали появляться мысли о реформах экономики с частичным внедрением в неё рыночных механизмов, и, в то же время, занять чем-то бедствующие народные массы.
Свалив всю вину за провал «большого скачка» на внутреннюю оппозицию (Лю Шаоци) и внешних врагов («ревизионистский» СССР во главе с Хрущёвым), Мао решал обе задачи сразу: убирал конкурентов и давал выход народному недовольству.
К середине 1960-х годов в партии сформировалось недовольство политикой Мао Цзэдуна. Более того, это недовольство основывалось на всеобщем разочаровании от провалов политики «большого скачка», скопившемся в народных массах. У оппозиции к тому времени появились и свои негласные лидеры: Лю Шаоци и Дэн Сяопин. Эти лидеры предлагали свои подходы к развитию Китая, более умеренные. Понимая, что может не удержать власть, Мао устроил массовый террор.
После решения Мао открыть «огонь по штабам» началась беспощадная критика основных оппонентов Мао. Среди них виднейшее место занимал Председатель КНР Лю Шаоци. Вместе с ним в период «культурной революции» подверглись репрессиям и его ближайшие соратники: Пэн Чжэнь, Ло Жуйцин, Лу Динъи, Ян Шанкунь и Дэн Сяопин. Предъявленные им обвинения в основном зиждились на том, что все они — «правые уклонисты», «ревизионисты» и «агенты капитализма».
16 мая 1966 Политбюро ЦК КПК издало «Директиву 16.05» с установкой на разгром «представителей буржуазии» и противников Мао Цзэдуна в партии, СМИ, научных и культурных учреждениях. Непосредственными авторами документа считались Цзян Цин, Кан Шэн, Чэнь Бода, Чжан Чуньцяо, Ци Бэньюй. 28 мая 1966 была учреждена Группа по делам Культурной революции при ЦК КПК, формально подотчётная Постоянному комитету Политбюро ЦК КПК, реально подчинённая только лично Мао Цзэдуну. Формально её возглавил Чэнь Бода, реально — Цзян Цин. В состав группы, постепенно превратившейся в высший орган партийно-государственной власти, вошли все авторы «Директивы 16.05».
С началом «культурной революции» в Китае началась очередная кампания «самокритики»: партийцы и другие китайцы должны были в письменной форме «покаяться в своих грехах» и ошибках перед партией. Такую «самокритику» вынужден был написать и Лю Шаоци.
24 июля 1966 года Мао лично подверг критике позицию Лю Шаоци. Супруга Мао, Цзян Цин, буквально кричала: «Лю Шаоци! Ты направлял рабочие группы, которые жестоко расправлялись с молодыми генералами культурной революции! Это величайшее преступление, которое нанесло неописуемый вред!» На XI пленуме ЦК КПК Лю Шаоци потерял положение второго человека в государстве. Фактически он был отстранён от работы на время, «пока компартия Китая будет определять характер его ошибок».
Лю Шаоци был подвергнут обычной в то время в партии процедуре «отхода в сторону». Это означало, что член партии официально не лишался своего поста, но фактически отстранялся от работы, находился под домашним арестом. В таком подвешенном состоянии отстранённого могли держать годами.
В итоге оказавшийся в изоляции Лю Шаоци вместе со своей женой и детьми подвергся многочисленным унижениям и издевательствам, в которые выливались не только демагогические допросы, но и «стихийные демонстрации», собиравшиеся возле его дома в «защиту председателя Мао». Даже его малолетняя дочь подвергалась издевательствам и побоям в школе. В завершение всего Лю Шаоци был брошен в тюрьму, где и скончался в конце 1969 года.
22 июня 1967 года покончил с собой в результате травли секретарь Северокитайского бюро ЦК КПК Ли Лисань (по другой версии — был отравлен).
Мао, почувствовав опасность, не мог ограничиться лишь чистками в верхних эшелонах власти. «Обновление рядов в партии» приобрело массовый характер. Особенность чисток КПК заключалась в том, что все они проводились в рамках различных идеологических кампаний. Широкий размах чистки приобрели уже начиная с 1940-х годов, когда развернулось «движение за упорядочение стиля».
Тот же самый метод был возрождён Мао, когда он развернул наступление на оппозиционные силы в КПК, взявшись за ревизию решений VIII съезда, выступившего за постепенное развитие экономики в рамках планирования и за сотрудничество с СССР.

## Периоды «Культурной революции»

### Первый этап — активность коммунистической молодежи
Мао Цзэдун считал, что «культурная революция» началась с опубликования статьи Яо Вэньюаня 10 ноября 1965 года. 8 августа 1966 года XI пленум ЦК КПК принял «Постановление о великой пролетарской культурной революции»:

Хотя буржуазия уже свергнута, она тем не менее пытается с помощью эксплуататорской старой идеологии, старой культуры, старых нравов и старых обычаев разложить массы, завоевать сердца людей, усиленно стремится к своей цели — осуществлению реставрации. В противовес буржуазии пролетариат на любой её вызов в области идеологии должен отвечать сокрушительным ударом и с помощью пролетарской новой идеологии, новой культуры, новых нравов и новых обычаев изменять духовный облик всего общества. Ныне мы ставим себе целью разгромить тех облечённых властью, которые идут по капиталистическому пути, раскритиковать реакционных буржуазных «авторитетов» в науке, раскритиковать идеологию буржуазии и всех других эксплуататорских классов, преобразовать просвещение, преобразовать литературу и искусство, преобразовать все области надстройки, не соответствующие экономическому базису социализма, с тем чтобы способствовать укреплению и развитию социалистического строя.
Применение классовой теории Мао на практике привело к настоящей «войне всех против всех». Под демагогичные по своей природе, расплывчатые определения классовых врагов пролетариата, исходившие от Мао, мог попасть любой человек: от обычного крестьянина до высшего партийного работника. Но хуже всех было носителям традиций: бывшим феодалам, духовенству, интеллигенции и т. д. Власть, отданная в руки масс, превратилась в элементарное безвластие. Её захватили те, кто был попросту сильнее: банды молодых «бунтарей» — хунвэйбинов (из школьников и студентов) и цзаофаней (из молодых рабочих), которым в конце концов позволили действовать фактически безнаказанно.
1 июня 1966 года после прочтения по радио дацзыбао, сочинённого Не Юаньцзы, преподавательницей философии Пекинского университета: «Решительно, радикально, целиком и полностью искореним засилье и зловредные замыслы ревизионистов! Уничтожим монстров — ревизионистов хрущёвского толка!» — миллионы школьников и студентов организовались в отряды и без труда начали выискивать подлежащих искоренению «монстров и демонов» среди своих преподавателей, университетского руководства, а затем среди местных и городских властей, которые пытались защищать преподавателей. На «классовых врагов» вешали дацзыбао, напяливали шутовской колпак, иногда надевали унизительные лохмотья (чаще на женщин), раскрашивали лица чёрными чернилами, заставляли лаять по-собачьи; им приказывали идти нагнувшись или ползти. Роспуск 26 июля 1966 года учащихся всех школ и университетов на шестимесячные каникулы способствовал разгулу молодёжи и пополнению рядов хунвэйбинов дополнительными 50 миллионами несовершеннолетних учащихся.
В августе 1967 года пекинские газеты писали: антимаоисты — это «шныряющие по улицам крысы… Убивайте, убивайте их!» Показательным является высказывание Линь Бяо, опубликованное в одной из газет хунвэйбинов в 1967 году: «… ну, убивали людей в Синьцзяне: за дело убили или по ошибке — всё равно не так уж много. Ещё убивали в Нанкине и других местах, но всё равно в целом погибло меньше, чем погибает в одной битве… Так что потери минимальны, так что достигнутые успехи максимальны, максимальны… Это великий замысел, гарантирующий наше будущее на сто лет вперёд. Хунвэйбины — это небесные воины, хватающие у власти главарей буржуазии».
Новый министр общественной безопасности Се Фучжи заявил перед собранием сотрудников китайской милиции: «Мы не можем зависеть от рутинного судопроизводства и от уголовного кодекса. Ошибается тот, кто арестовывает человека за то, что он избил другого… Стоит ли арестовывать хунвэйбинов за то, что они убивают? Я думаю так: убил так убил, не наше дело… Мне не нравится, когда люди убивают, но если народные массы так ненавидят кого-то, что их гнев нельзя сдержать, мы не будем им мешать… Народная милиция должна быть на стороне хунвэйбинов, объединиться с ними, сочувствовать им, информировать их…»
В университете города Сямынь в провинции Фуцзянь вывесили дацзыбао следующего содержания: «Некоторые [преподаватели] не выдерживают собраний критики и борьбы, начинают плохо себя чувствовать и умирают, скажем прямо, в нашем присутствии. Я не испытываю ни капли жалости ни к ним, ни к тем, кто выбрасывается из окна или прыгает в горячие источники и гибнет, сварившись заживо».
Министерство транспорта КНР осенью 1966 года выделило хунвэйбинам бесплатные поезда для разъездов по стране с целью «обмена опытом».
Система контроля государства за обществом фактически самоустранилась. Правоохранительная и судебная система бездействовали, так что хунвэйбинам и цзаофаням была дана полная свобода действий, которая вылилась в хаос. Первоначально хунвэйбины действовали под контролем Мао и его соратников. Среди них было много карьеристов, и многим из них удалось сделать себе быструю карьеру на волне революционной демагогии и терроре. По чужим головам они забирались наверх, обвиняя своих университетских преподавателей в «контрреволюционном ревизионизме», а своих «боевых товарищей» — в недостаточной революционности. Благодаря курьерским отрядам Кан Шэна осуществлялась связь с главарями хунвэйбинов.
Многие хунвэйбины были детьми из неблагополучных семей. Малообразованные и с детства приученные к жестокости, они стали прекрасным орудием в руках Мао. Но в то же время, например, 45 % бунтарей города Кантона составляли дети интеллигенции. Даже дети Лю Шаоци однажды рассказали уже находящемуся под домашним арестом отцу о том, какие интересные вещи удалось экспроприировать в семье буржуазных элементов.

#### Борьба с «феодальной» культурой

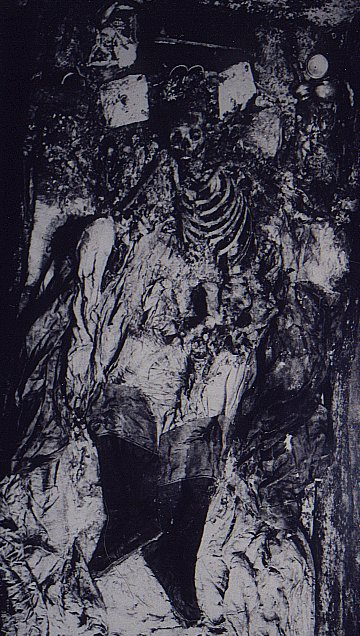
Останки Минского императора Ваньли хунвэйбины выволокли из гробницы, предали посмертному «осуждению» и сожгли

Культурная и научная деятельность была практически парализована и остановилась. Широкое распространение получили ритуальные «танцы верности председателю Мао». Были закрыты все книжные магазины с запретом на продажу любых книг, кроме одной: цитатника Мао. Цитатник выпускался во многих вариантах оформления: в одном из них обложка цитатника была выполнена из твёрдой пластмассы, на которой не оставалось следов крови. Такими цитатниками были забиты до смерти многие видные деятели партии, когда из их губ «выбивали буржуазный яд».

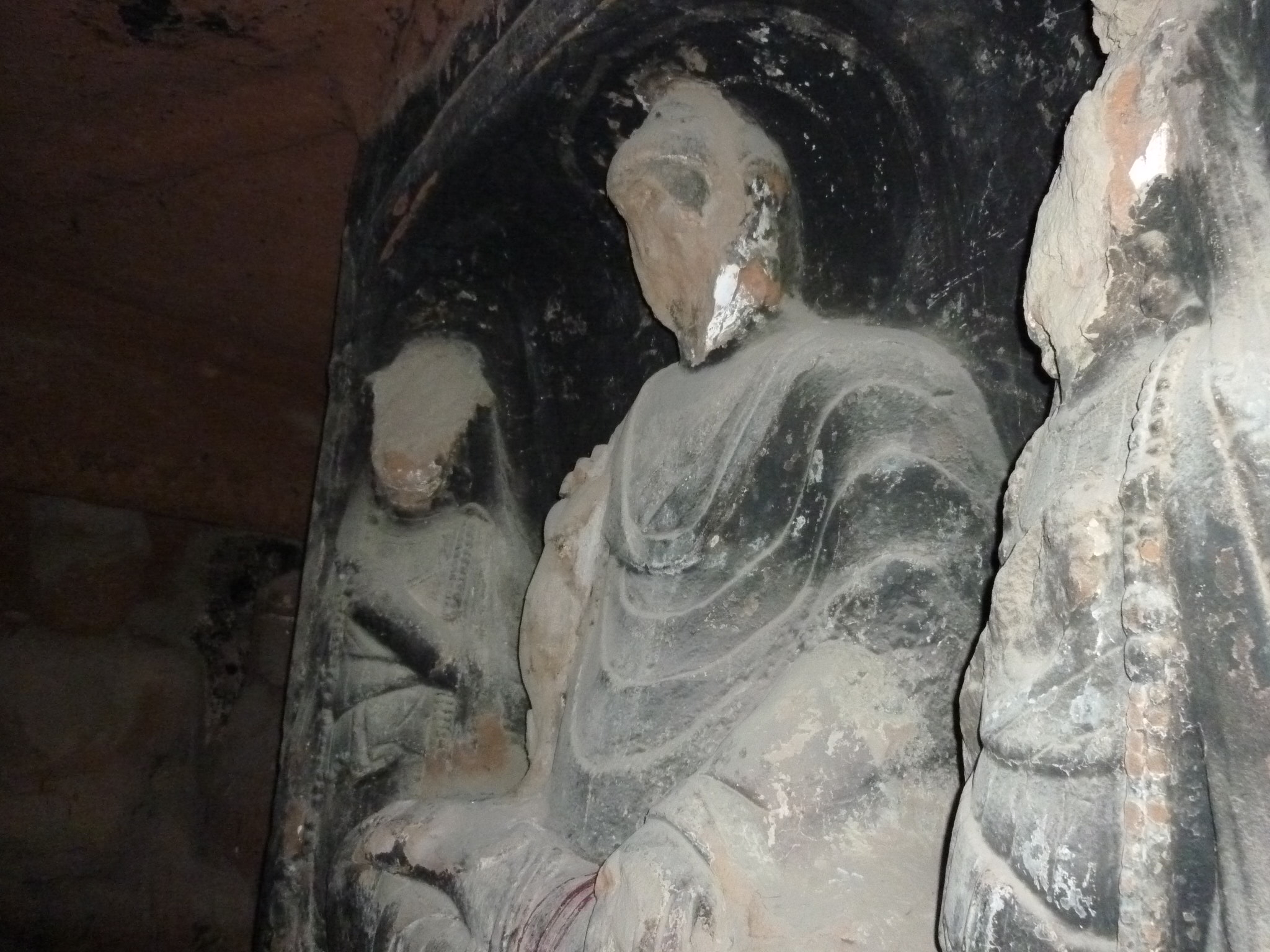
Статуя Будды, разрушенная хунвейбинами в провинции Ганьсу

Хунвэйбины сожгли декорации и костюмы спектаклей Пекинской оперы: в театрах должны идти только написанные женой Мао «революционные оперы из современной жизни». В течение десяти лет они были единственным жанром сценического искусства, разрешённым официальной цензурой. Хунвэйбины громили и жгли храмы и монастыри, снесли часть Великой китайской стены, употребив вынутые из неё кирпичи на постройку «более необходимых» свинарников.
Отряды хунвэйбинов отрезали косы и сбривали крашеные волосы у женщин, раздирали слишком узкие брюки, обламывали высокие каблуки на женской обуви, разламывали пополам остроносые туфли, заставляли владельцев магазинов и лавок менять название. Хунвэйбины останавливали прохожих и читали им цитаты Мао, обыскивали дома в поисках «доказательств» неблагонадёжности хозяев, реквизируя при этом деньги и ценности.
В ходе кампании «деревня окружает города» от 10 до 20 млн молодых людей с высшим образованием (или получавшие таковое) насильственно отрывались от дома и депортировались на работу в отдалённые деревни, районы и горы
Уже в 1960-е, когда началась резкая критика статей и пьес историка и драматурга У Ханя о минском сановнике Хай Жуе («Хай Жуй представляет доклад», поставленная в Шанхайском театре пекинской музыкальной драмы, затем «Хай Жуй ба гуань» — «Разжалование Хай Жуя», которая вызвала восторженные отклики зрителей и жёсткую политическую критику идеологических верхов), пленум ЦК КПК (1962) призвал к борьбе против «современных ревизионистов» и развёртыванию кампании за «социалистическое перевоспитание». Одним из орудий этой кампании стала «революционизация театра» под руководством жены Мао Цзэдуна — Цзян Цин. Она возглавила «исправление положения» в театре, начав с «обработки» и «осовременивания» традиционного репертуара — вплоть до полного выхолащивания содержания и художественной целостности сценической постановки. В духе тезиса о «классовой борьбе при социализме» тема «личного счастья» была объявлена «не отвечающей интересам народных масс и революции», активно внедрялась концепция идеального героя. Его эталоном был провозглашён Лэй Фэн — погибший от несчастного случая молодой солдат, который постоянно читал произведения Мао Цзэдуна и действовал в соответствии с его указаниями.
Сигналом дальнейшего наступления на театр стали резолюции Мао Цзэдуна (1963 и 1964). В первой, критикующей общее состояние литературы и искусства, особое недовольство было выражено в адрес театра; во второй Председатель призвал к «серьезной перестройке» творческих союзов и их периодических изданий. На смотре спектаклей пекинской музыкальной драмы на современную тему (1964) Цзян Цин охарактеризовала репертуар театра как «не защищающий социалистический экономический базис»; обвинила творческую интеллигенцию в «отсутствии должных классовых позиций» и «совести». В «Протоколе совещания по вопросам работы в области литературы и искусства в армии» (февраль 1966) весь период с 1949 по 1966 характеризовался как время «диктата антипартийной, антисоциалистической линии», противостоящей «идеям Мао Цзэдуна», должная борьба с которой не велась. В целях «разрушения старого и создания нового» надлежало: «покончить… с литературой 30-х гг.», «со слепой верой в китайскую и зарубежную классику», «положить конец распространению теорий», «писать правду», «изображать среднего героя», отказаться от решающего значения темы и так далее. На базе разрушения «старого» планировалось создать «самые блистательные литературу и искусство, открывающие новую эру в истории человечества». На сценах страны шли так называемые революционные образцовые спектакли, наполненные пафосом и изображавшие героев, сошедших с агитплакатов («Шацзябан», «Ловкий захват горы Вэйху», «Красный фонарь» и другие). С 1973 начался перенос «образцовых спектаклей» на киноплёнку, экранизация их для более широкого показа населению. Просмотр считался обязательным, на них шли организованными колоннами.

#### Межфракционные столкновения и сопротивление
Вскоре в среде хунвэйбинов началось расслоение по признаку происхождения. Они поделились на «красных» и «чёрных» — первые были выходцами из семей интеллигенции и партработников, вторые — дети бедноты и рабочих. Их шайки начали непримиримую борьбу. И у тех и у других при себе были одинаковые цитатники, но все их трактовали по-своему. Убийца после столкновения банд мог сказать, что это была «взаимовыручка», вор, укравший кирпичи с завода, оправдывался тем, что «революционный класс должен гнуть свою линию». Мао всё хуже и хуже контролировал основную массу «генералов культурной революции», но главные направления развития хаоса оставались под его контролем.
Затем хунвэйбины развязали ещё большее насилие и фракционную борьбу. Даже в маленькой деревушке Длинный овраг под видом революционной борьбы шла борьба между кланами, контролировавшими юг и север деревни. В Кантоне в июле—августе 1967 года в вооружённых стычках между отрядами организации «Красное знамя», с одной стороны, и «Ветер коммунизма» — с другой, погибли 900 человек, причём в перестрелках участвовала артиллерия. В провинции Ганьсу к 50 машинам привязали проводами или проволокой людей и кололи их ножами, пока они не превращались в кровавое месиво.
Во Внутренней Монголии в ходе беспорядков в 1967—1969 годах было убито более 20 тысяч монголов и более 300 тысяч ранено.
Осенью 1967 года Мао применил армию против хунвэйбинов, которых он теперь изобличал как «некомпетентных» и «политически незрелых». Иногда хунвэйбины оказывали сопротивление армии. Так, 19 августа 1967 года в город Гуйлинь после долгой позиционной войны вошли 30 тысяч солдат и бойцов народной крестьянской милиции. В течение шести дней в городе истребили почти всех хунвэйбинов. Мао угрожал, что если хунвэйбины будут драться с армией, убивать людей, разрушать транспортные средства или жечь костры, то они будут уничтожены. В сентябре 1967 года отряды и организации хунвэйбинов самораспустились. Пятеро главарей хунвэйбинов вскоре были высланы работать на свиноферму в глубокой провинции. 27 апреля 1968 года нескольких руководителей «бунтарей» в Шанхае приговорили к смерти и публично расстреляли. Осенью 1967 года миллион молодых людей (а в 1970 году 5,4 миллиона) были сосланы в отдалённые районы, многие пробыли там более десяти лет.
На проходившем с 1 по 24 апреля 1969 года IX съезде партии окончательно на официальном уровне была закреплена маоистская идеология. Была окончательно осуждена политика Лю Шаоци и Дэн Сяопина. В раздел общих положений партийного устава был включён тезис о том, что Линь Бяо является «преемником» Мао Цзэдуна. Съезд, способствовавший узакониванию теории и практики «культурной революции», укрепил позиции Линь Бяо, Цзян Цин и их сторонников в ЦК КПК.

### Второй этап — Школы кадров 7 мая, «Ввысь в горы, вниз в сёла»
Второй этап «культурной революции» начался в мае 1969 года и завершился в сентябре 1971 года. Некоторые исследователи выносят второй этап за рамки собственно «культурной революции» или датируют его начало серединой 1968 года.

#### Школы кадров 7 мая
Первые школы кадров 7 мая появились ближе к концу 1968 года. Такое название они получили от «Замечаний…» (недоступная ссылка) Мао Цзэдуна, сделанных 7 мая 1966 года, в которых он предлагал создать школы, в которых кадры и интеллектуалы проходили бы трудовое обучение с практическими занятиями полезным физическим трудом. Для высших чиновников было построено 106 школ кадров 7 мая в 18 провинциях. 100 тысяч чиновников центрального правительства, включая Дэн Сяопина, а также 30 тысяч членов их семей были отправлены в эти школы. Для чиновников рангом пониже существовали тысячи школ кадров, в которых обучалось неизвестное число средних и мелких чиновников. Например, к 10 января 1969 года в провинции Гуандун было построено почти 300 школ кадров 7 мая и более чем сто тысяч кадров были посланы в низы для занятий трудом.
Основной системой, которая практиковалась в школах кадров, была система «трёх третей». Заключалась она в том, что треть рабочего времени бывшие кадры занимались физическим трудом, треть — теорией и треть — организацией производства, управлением и письменной работой.

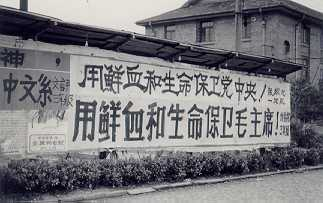
Хунвейбинские лозунги в Фуданьском университете, 1976 год

В 1970—1971 годах имела место серьёзная борьба масс и кадров, которая выразилась в том числе и в критике идеи школ кадров со стороны самих кадров. В ходе полемики с «ультралевыми» (Линь Бяо, сторонники Линь Бяо в армии, а также часть бывших цзаофаней) премьер Госсовета КНР Чжоу Эньлай и его сторонники подчеркнули центральные экономические приоритеты, включая потребность придерживаться центрального планирования, соблюдать процедуры учёта издержек и вводить всестороннюю рациональность. «Чжоуэньлайцы» выступили[где?] с критикой ультралевой децентрализации, отстаивая государственное планирование и регулирование, которое не справлялось с обилием производственных объектов, типа школ кадров.
После победы Чжоу Эньлая над «ультралевыми», которая выразилась, в частности, в гибели Линь Бяо и части его сторонников в сентябре 1971 года, «культурная революция» замкнулась на проблемах культуры, избегая новых инициатив в экономике.

#### Кампания «Ввысь в горы, вниз в сёла»
Кампания по отправке части студентов, рабочих, военных из городов в сельские районы Китая.
В этот период репрессии проводились «традиционно» — органами госбезопасности. С февраля по май 1968 года по обвинению в подпольной враждебной деятельности были арестованы 346 тысяч человек, из них две трети — монголы. Лишь на одном из заводов провинции Шаньси в конце 1968 года якобы «действовала группа из 547 шпионов», которым помогали 1200 сообщников. В провинции Юньнань вспыхнули волнения национальных меньшинств, после чего были казнены 14 тысяч человек.
В 1969 году в Шэньяне за открытые выступления против Мао Цзэдуна, Линь Бяо и Цзян Цин была арестована и осуждена на пожизненное заключение руководитель отдела пропаганды Ляонинского провинциального комитета КПК Чжан Чжисинь. В 1975 году она была казнена по указанию Мао Юаньсиня. Этот случай приобрёл широкий резонанс как редкий эпизод публичной критики партийного руководства и политики Культурной революции со стороны партийного функционера.

### Третий этап — прагматические меры и политическая борьба
Третий этап «культурной революции» продолжался с сентября 1971 года до октября 1976 года, до смерти Мао Цзэдуна. Третий этап характеризуется господством Чжоу Эньлая и «группы четырёх» (Цзян Цин, Яо Вэньюань, Чжан Чуньцяо и Ван Хунвэнь) в экономике и политике.

## Результаты и жертвы

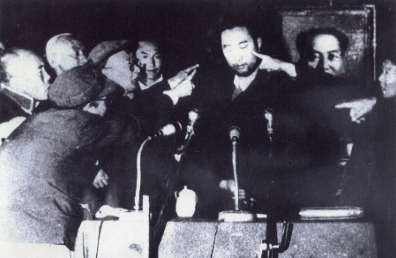
Публичное унижение Панчен-ламы в рамках сессии «пидоухуэй»

Большинство источников говорят о 100 миллионах пострадавших. Впервые это число появилось в газете «Жэньминь жибао» 26 октября 1979 года. Ж.-Л. Марголен пишет[где?], что погибших был миллион человек. Только в провинции Гуанси во время «культурной революции» погибло свыше 67 тыс. человек, а в провинции Гуандун — 40 тыс..
В ходе «культурной революции» было репрессировано около 5 млн членов партии и к IX съезду КПК в партии насчитывалось около 17 млн человек. Во время X съезда 1973 года численность КПК составила уже 28 млн человек, то есть в 1970—1973 годах в КПК было принято около 10—12 млн человек. Таким образом, Мао заменил «старых» членов партии, которые были способны хоть на какое-либо несогласие, на «новых» — фанатичных последователей культа личности.
«Бунтари» и хунвэйбины уничтожили значительную часть культурного наследия китайского и других народов КНР. Например, были уничтожены тысячи древнекитайских исторических памятников, книг, картин, храмов и т. д. Были уничтожены почти все монастыри и храмы в Тибете, сохранившиеся к началу «культурной революции».

«Культурная революция» не была и не может быть революцией или социальным прогрессом в каком бы то ни было смысле… она была смутой, вызванной сверху по вине руководителя и использованной контрреволюционными группировками, смутой, которая принесла серьёзные бедствия партии, государству и всему многонациональному народу.— Из решения ЦК КПК (1981)
Возложив ответственность за «культурную революцию» лишь на Мао Цзэдуна и партийные группировки, объявленные «контрреволюционными», КПК легитимизирует свою власть в условиях рыночной экономики КНР.
В статье Си Цзиньпина в журнале Коммунистической партии Китая «Цюши» («В поисках правды») от 01.04.2019 отмечалось, что КПК в своё время допустила «большие ошибки», такие как «культурная революция».

## Отражение в литературе
- Гу Хуа. В долине Лотосов (роман) — первое произведение о культурной революции, текст которого не был подвергнут цензуре (1981). Русский перевод: Гу Хуа. В долине лотосов: Роман / Пер. В. Семанова, ред. и авт. послесл. А. Желоховцева. — М., 1986. Переиздание романа вышло в 2018 году: Гу Хуа. В долине лотосов: роман /Пер. с кит. В. Семанова. М.: Международная издательская компания «Шанс», 2018. — ISBN 978-5-907015-15-9.
- Дай Сыцзе, роман Бальзак и портниха-китаяночка[англ.] — действие произведения происходит в пору культурной революции. История двух друзей, отправленных в предгорья Тибета на «перевоспитание беднейшим крестьянством». — ISBN 9780099286431.